# Těšetice

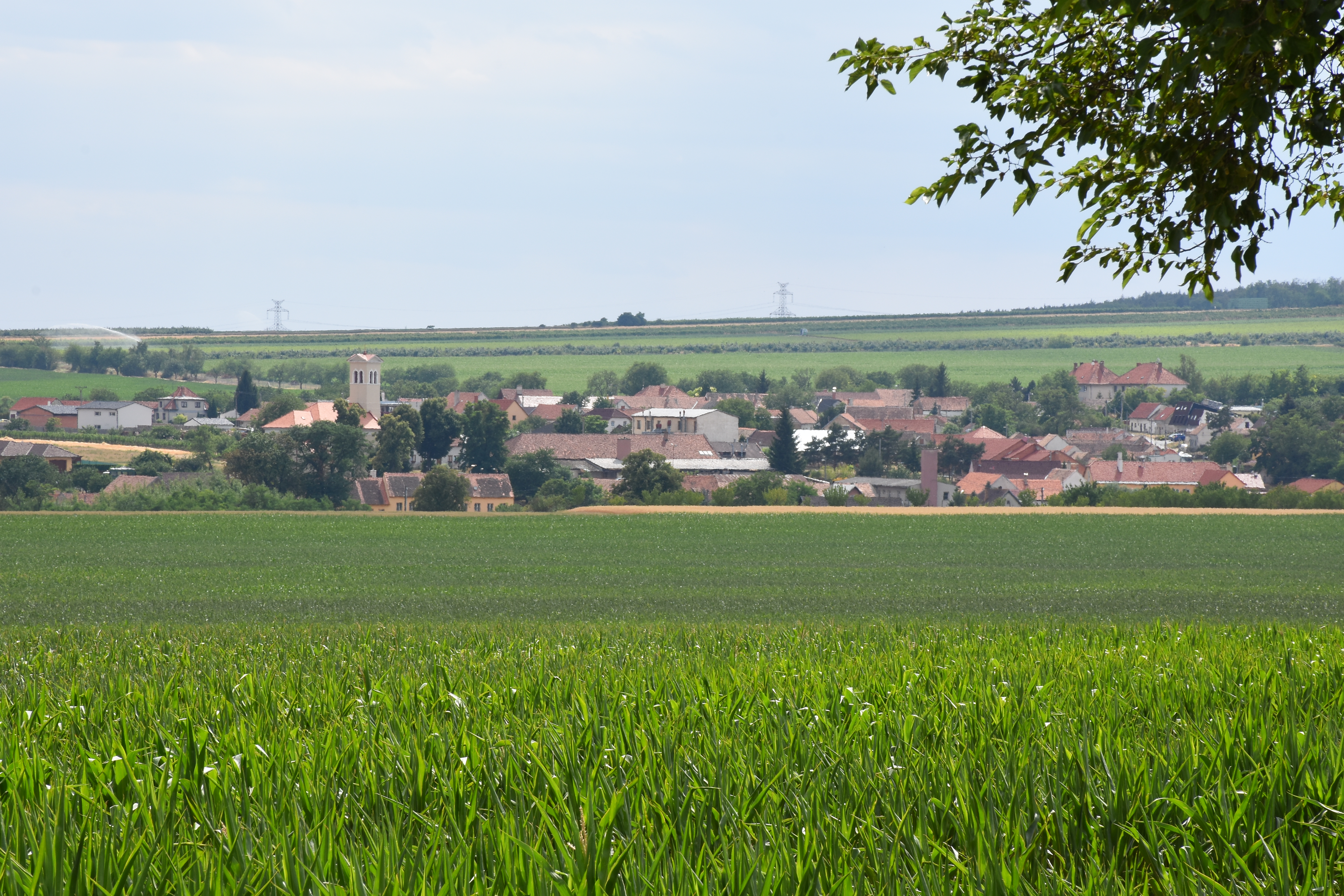
Blick auf den Ort

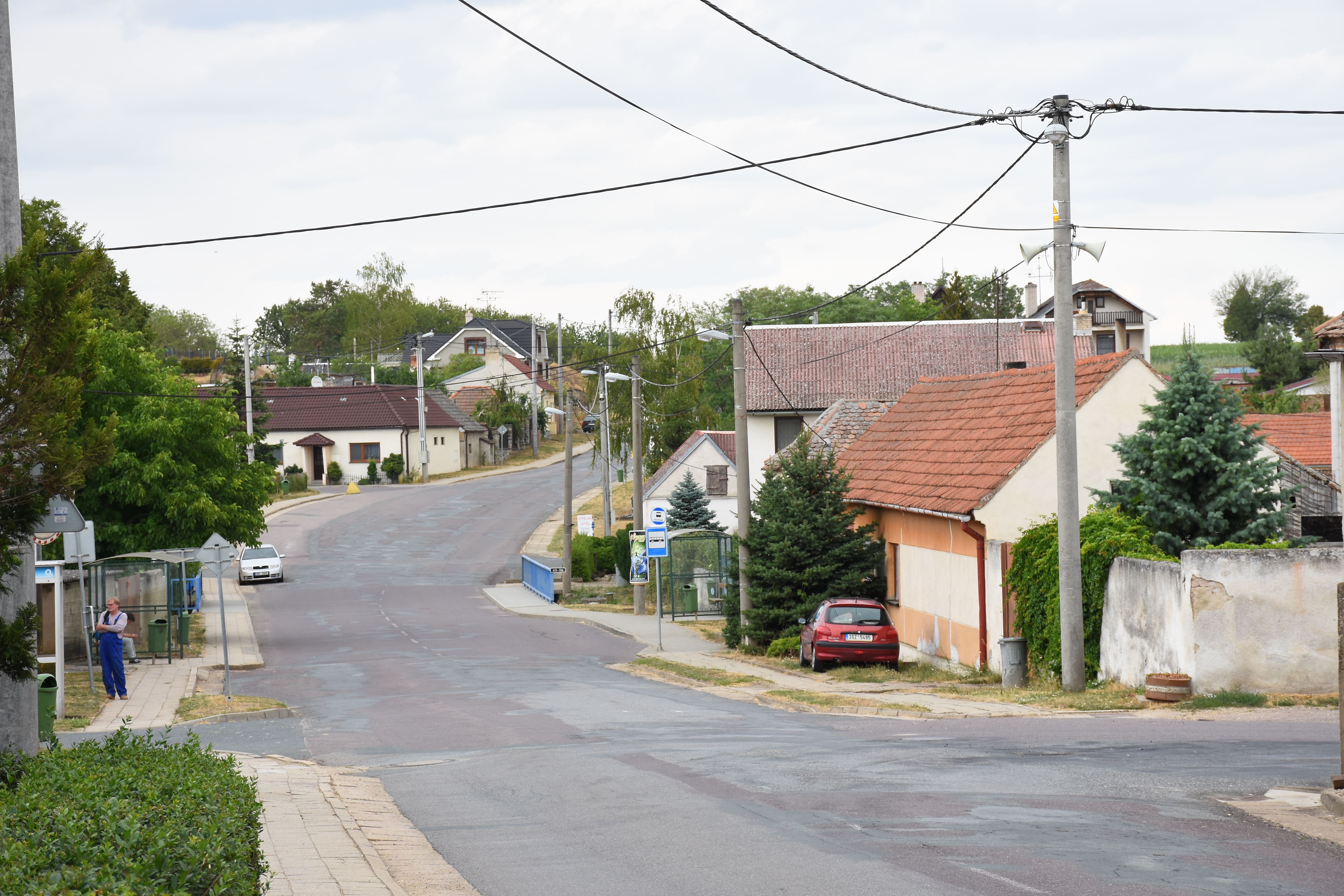
Ortszentrum

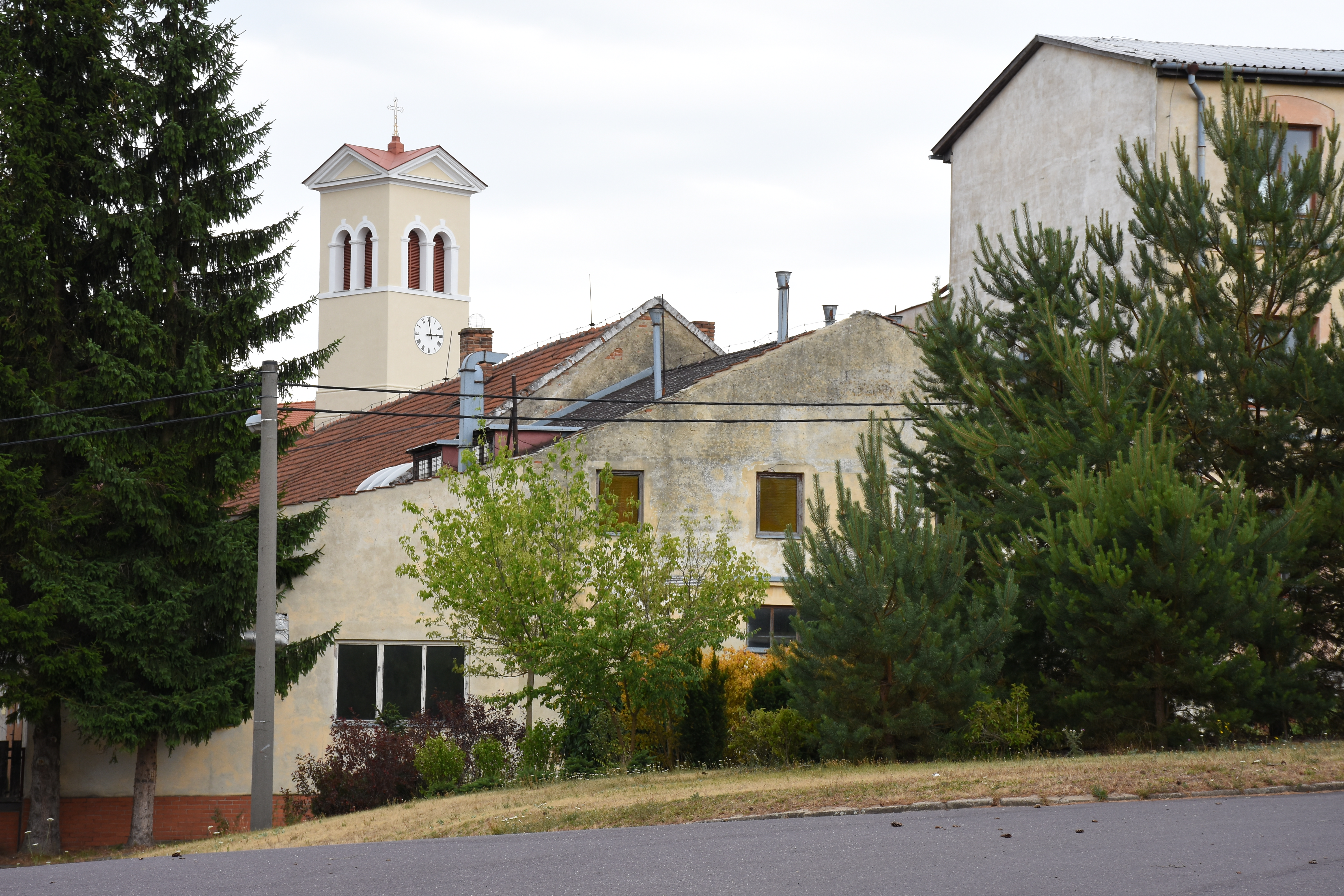
Fabrik und Kirche

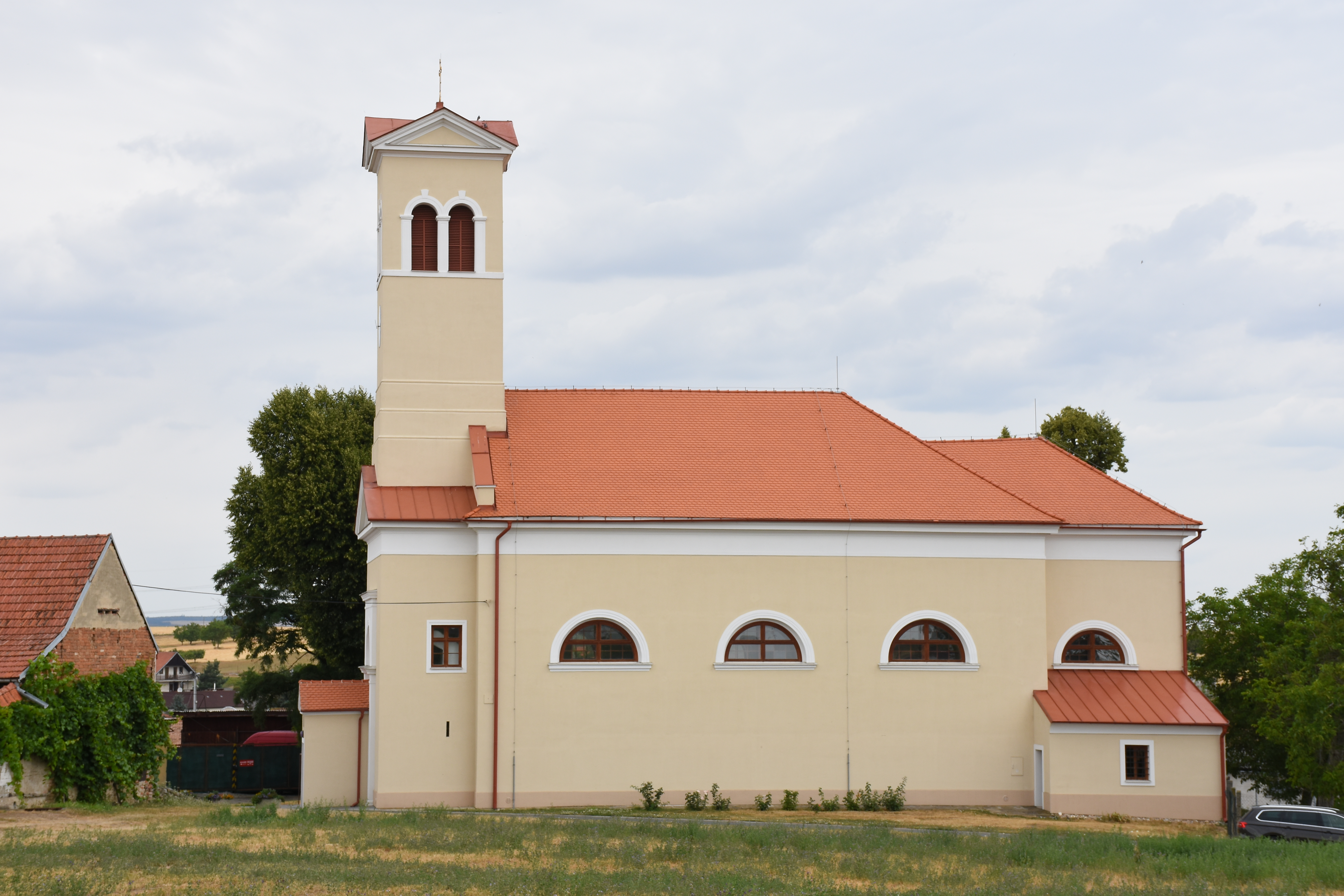
Dreifaltigkeitskirche

Těšetice (deutsch Töstitz) ist eine Gemeinde in Südmähren (Tschechien). Der Ort liegt 15 km nördlich der österreichischen Grenze und etwa 8 km nordöstlich von Znaim.

## Geographie
Těšetice befindet sich am Bach Únanovka, der nordwestlich des Dorfes in der Talsperre Těšetice und im Bohunický rybník gestaut wird. Nachbarorte sind Kyjovice (Gaiwitz) im Norden, Prosiměřice (Proßmeritz) im Nordwesten und Bantice (Panditz) im Südosten. Der Ort selbst ist als ein Breitangerdorf angelegt.

## Geschichte
Die bis 1945 gesprochene „ui“-Mundart (bairisch-österreichisch) mit ihren speziellen bairischen Kennwörtern weist auf eine Besiedlung durch bairische deutsche Stämme hin, wie sie nach 1050, aber vor allem im 12/13. Jahrhundert erfolgte. 1260 war die erste urkundliche Erwähnung des Ortes „Testitz“. Im Jahre 1376 erhielt der Augustinerkonvent in Alt-Brünn die Grundrechte an „Testicz“ von Markgraf Jodok überreicht. Die Schreibweise „Töstitz“ ist seit dem Jahre 1872 gebräuchlich.
Nach mehrfachem Besitzerwechsel gelangt der Ort 1625 zur Herrschaft Kromau. Die Schule des Ortes war zweiklassig und im Gemeindehaus eingerichtet. Um 1892 wurde aufgrund der steigenden Kinderanzahl ein eigenes Schulgebäude errichtet. Die Bewohner von Töstitz lebten von der Vieh- und Landwirtschaft, wobei der in Südmähren seit Jahrhunderten gepflegte Weinbau eine besondere Rolle spielte. Die Reblausplage, 1864, vernichtete jedoch über 4/5 der Weinbauflächen. Ab 1900 wurde mit dem Weinbau nur noch der Eigenbedarf des Dorfes gedeckt.
Nach dem Ersten Weltkrieg kam der zuvor zu Österreich-Ungarn gehörende Ort, der überwiegend von Deutschmährern bewohnt wurde, durch den Vertrag von St. Germain zur Tschechoslowakei. In der Zwischenkriegszeit kam es durch Neuernennung von Beamten zu einem vermehrten Zuzug von Personen tschechischer Nationalität. Nach dem Münchner Abkommen wurde Töstitz zum 1. Oktober 1938 ein Teil des deutschen Reichsgaus Niederdonau. – Im Jahre 1923 wurden Hockergräber im Ortsgebiet entdeckt.
Nach dem Ende des Zweiten Weltkrieges, der 43 Opfer forderte, kam die Gemeinde am 8. Mai 1945 wieder zur Tschechoslowakei zurück. In den Folgemonaten wurden die Häuser der deutschen Bewohner von Tschechen in Besitz genommen und die deutschmährische Bevölkerung teilweise über die Grenze nach Österreich vertrieben. Zwischen dem 11. August und dem 18. September 1945 erfolgte die Zwangsaussiedlung von 235 Personen. 7 Personen verblieben im Ort.
Die Matriken des Ortes wurden ab 1652 bei Proßmeritz geführt. Die Geburts-, Trauungs- und Sterbematriken zwischen 1652 und 1790 befinden sich im Landesarchiv Brünn.

## Wappen und Siegel
Ein Siegel aus dem 17. Jahrhundert zeigte einen schräggeteilten Schild, darin ein Winzermesser zwischen zwei Sternchen und unten ein Pflugeisen. Im 19. Jahrhundert erhielt der Ort ein Siegel mit der Umschrift Gemeindeamt Töstitz worin eine beblätterte Weintraube abgebildet war. Im Jahre 1925 wurde dieses Siegel zweisprachig.

## Bevölkerungsentwicklung
| Volkszählung | Einwohner gesamt | Volkszugehörigkeit der Einwohner | Volkszugehörigkeit der Einwohner | Volkszugehörigkeit der Einwohner |
| Jahr         | Einwohner gesamt | Deutsche                         | Tschechen                        | Andere                           |
| ------------ | ---------------- | -------------------------------- | -------------------------------- | -------------------------------- |
| 1880         | 447              | 398                              | 49                               | 0                                |
| 1890         | 516              | 516                              | 0                                | 0                                |
| 1900         | 498              | 495                              | 3                                | 0                                |
| 1910         | 505              | 502                              | 3                                | 0                                |
| 1921         | 557              | 538                              | 15                               | 4                                |
| 1930         | 594              | 559                              | 34                               | 1                                |

## Sehenswürdigkeiten
- Pfarrkirche zur Hl. Dreifaltigkeit (1847) anstelle einer Kapelle (1685)[13]
- Kriegerdenkmal (1924)